# Südstraße (Düren)

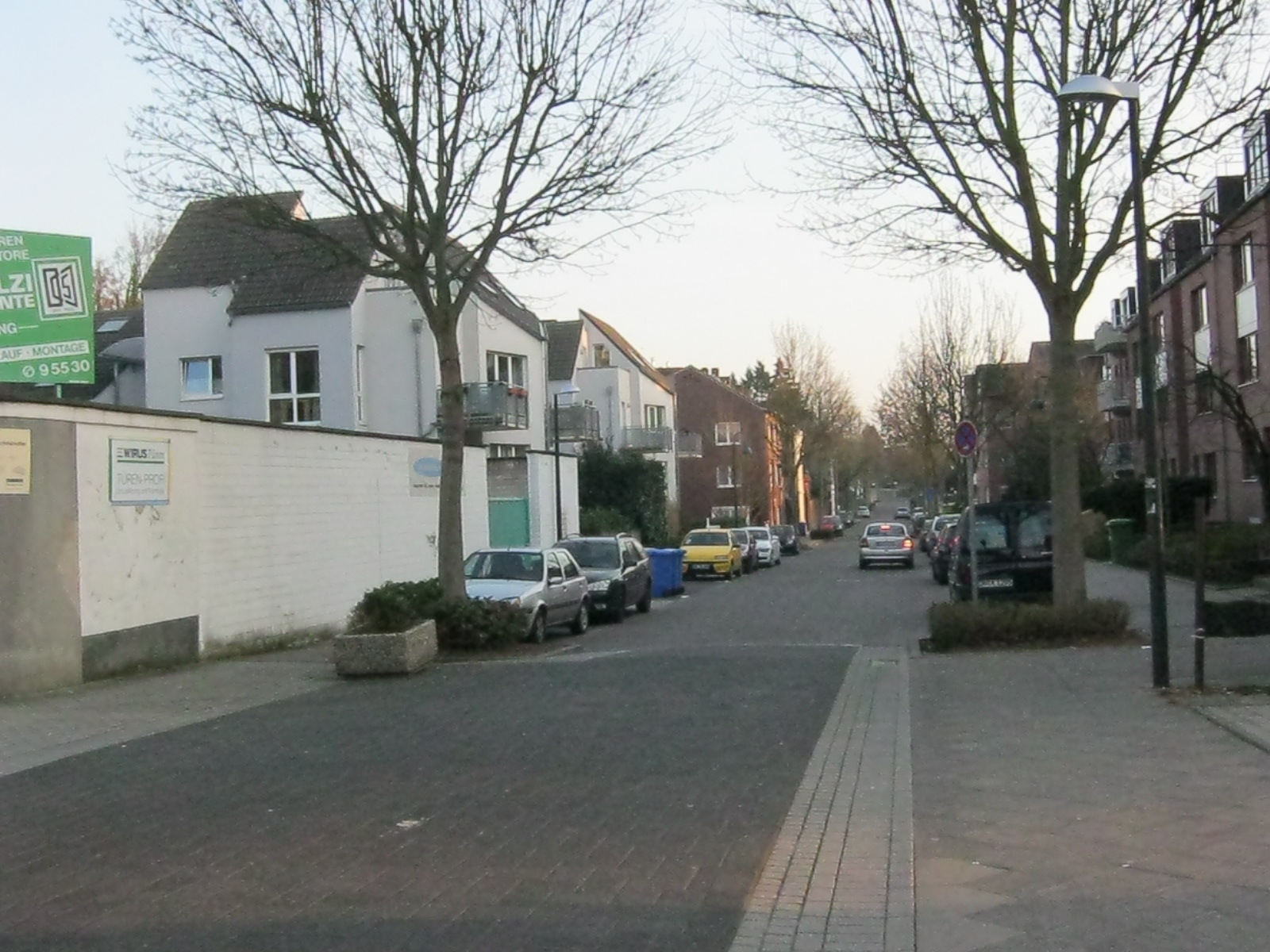

Die Südstraße in der Kreisstadt Düren (Nordrhein-Westfalen) ist eine Innerortsstraße. Sie beginnt am Chlodwigplatz und endet als Sackgasse an der Zülpicher Straße.

## Geschichte
Der Ausbau der Südstraße wurde vom Stadtrat am 5. Juni 1888 als Fortsetzung des Eschpfades von der Bonner Straße (sie reichte früher bis zum Sturmsberg) beschlossen.